# Robot Chicken
Robot Chicken je americký animovaný skečový komediální televizní seriál vysílaný na kabelové stanici Adult Swim. První díl měl na tomto kanále premiéru 20. února 2005, od té doby vzniklo do roku 2016 osm řad s celkem 159 díly. Natočeno bylo i několik prodloužených speciálů. Seriál v roce 2012 byl oceněn cenou Annie v kategorii Nejlépe animovaná televizní produkce; v letech 2006–2010 získal také tři ceny Emmy.
Každý díl pořadu Robot Chicken je seskládán z krátkých skečů, které většinou odkazují na různá popkulturní díla a události (filmy, seriály, osobnosti, reklamy, módní hity, apod.) a které jsou vytvořeny metodou stop motion. Dabing je především dílem autorů seriálu (Setha Greena a Matthewa Senreicha) a několika dalších herců, kteří v každé epizodě namluví množství postav. Jako hosté se zde objevuje i řada dalších televizních i filmových herců.